# Leochilus carinatus
Leochilus carinatus là một loài thực vật có hoa trong họ Lan. Loài này được (Knowles & Westc.) Lindl. mô tả khoa học đầu tiên năm 1842.